# Vuelta a Burgos 2011
La XXXIII Vuelta a Burgos se disputó entre el 3 y el 7 de agosto de 2011 con un recorrido de 643,3 km dividido en 5 etapas, con inicio en Villarcayo y final en las Lagunas de Neila. 
La prueba perteneció al UCI Europe Tour 2010-2011 de los Circuitos Continentales UCI, dentro de la máxima categoría para vueltas de varias etapas: 2.HC.
El ganador final fue Joaquim Rodríguez (quien además se hizo con una etapa y la clasificación de la regularidad). Le acompañaron en el podio Daniel Moreno (vencedor de una etapa) y Juanjo Cobo, respectivamente.
En las otras clasificaciones secundarias se impusieron Mikel Landa (montaña), Kenny De Ketele (metas volantes) y Euskaltel-Euskadi (equipos).

## Equipos participantes
Tomaron parte en la carrera 15 equipos. Los 2 equipos españoles de categoría UCI ProTeam; los 3 de categoría Profesional Continental; y los 2 de categoría Continental. En cuanto a representación extranjera, estuvieron 8 equipos: 1 ProTour y 5 Profesionales Continentales. Formando así un pelotón de 119 ciclistas, con 8 corredores cada equipo (excepto el FDJ que salió con 7), de los que acabaron 88. Los equipos participantes fueron:
| Equipo                              | Cód. UCI | Categoría               |
| ----------------------------------- | -------- | ----------------------- |
| Euskaltel-Euskadi                   | EUS      | UCI ProTeam             |
| Movistar Team                       | MOV      | UCI ProTeam             |
| Katusha Team                        | KAT      | UCI ProTeam             |
| Caja Rural                          | CJR      | Profesional Continental |
| Geox-TMC                            | GEO      | Profesional Continental |
| Andalucía Caja Granada              | ACG      | Profesional Continental |
| Colombia es Pasión-Café de Colombia | CEP      | Profesional Continental |
| Androni Giocattoli-C.I.P.I.         | AND      | Profesional Continental |
| Saur-Sojasun                        | SAU      | Profesional Continental |
| Acqua & Sapone                      | ASA      | Profesional Continental |
| Topsport Vlaanderen-Mercator        | TSV      | Profesional Continental |
| FDJ                                 | FDJ      | Profesional Continental |
| Skil-Shimano                        | SKS      | Profesional Continental |
| Burgos 2016-Castilla y León         | VMC      | Continental             |
| Orbea Continental                   | ORB      | Continental             |

## Etapas
| Etapa | Fecha       | Recorrido                                       | km         | Ganador           | Líder             |
| ----- | ----------- | ----------------------------------------------- | ---------- | ----------------- | ----------------- |
| 1.ª   | 3 de agosto | Villarcayo-Miranda de Ebro (San Juan del Monte) | 174        | Samuel Sánchez    | Samuel Sánchez    |
| 2.ª   | 4 de agosto | Burgos-Burgos (Castillo de Burgos)              | 142        | Joaquim Rodríguez | Joaquim Rodríguez |
| 3.ª   | 5 de agosto | Pradoluengo-Belorado                            | 11,3 (CRE) | Movistar          | Joaquim Rodríguez |
| 4.ª   | 6 de agosto | Roa de Duero-Ciudad Romana de Clunia            | 164        | Daniel Moreno     | Joaquim Rodríguez |
| 5.ª   | 7 de agosto | Vilviestre del Pinar-Lagunas de Neila           | 155        | Mikel Landa       | Joaquim Rodríguez |

## Clasificaciones finales

### Clasificación general
| Posición | Ciclista           | Equipo            | Tiempo      |
| -------- | ------------------ | ----------------- | ----------- |
|          | Joaquim Rodríguez  | Katusha           | 15h 12' 34" |
| 2        | Daniel Moreno      | Katusha           | + 36"       |
| 3        | Juanjo Cobo        | Geox              | + 45"       |
| 4        | Samuel Sánchez     | Euskaltel-Euskadi | + 1' 23"    |
| 5        | Fabrice Jeandesboz | Saur-Sojasun      | + 1' 52"    |
| 6        | David López        | Movistar          | + 1' 58"    |
| 7        | Pablo Lastras      | Movistar          | + 2' 06"    |
| 8        | Igor Antón         | Euskaltel-Euskadi | + 2' 25"    |
| 9        | Sergio Pardilla    | Movistar          | + 2' 34"    |
| 10       | Mikel Nieve        | Euskaltel-Euskadi | + 2' 55"    |

### Clasificación de la montaña
| Posición | Ciclista          | Equipo            | Puntos |
| -------- | ----------------- | ----------------- | ------ |
|          | Mikel Landa       | Euskaltel-Euskadi | 45     |
| 2        | Samuel Sánchez    | Euskaltel-Euskadi | 42     |
| 3        | Joaquim Rodríguez | Katusha           | 39     |

### Clasificación de la regularidad
| Posición | Ciclista          | Equipo            | Tiempo |
| -------- | ----------------- | ----------------- | ------ |
|          | Joaquim Rodríguez | Katusha           | 78     |
| 2        | Samuel Sánchez    | Euskaltel-Euskadi | 70     |
| 3        | Daniel Moreno     | Katusha           | 62     |

### Clasificación de las metas volantes
| Posición | Ciclista          | Equipo                       | Puntos |
| -------- | ----------------- | ---------------------------- | ------ |
|          | Kenny De Ketele   | Topsport Vlaanderen-Mercator | 15     |
| 2        | Etienne Tortelier | Saur-Sojasun                 | 6      |
| 3        | Cyril Bessy       | Saur-Sojasun                 | 5      |

### Clasificación por equipos
| Posición | Equipo            | Tiempo      |
| -------- | ----------------- | ----------- |
|          | Euskaltel-Euskadi | 45h 21' 07" |
| 2        | Movistar          | + 2' 37"    |
| 3        | Katusha           | + 4' 00"    |

## Evolución de las clasificaciones
| Etapa (Vencedor)              | Clasificación general | Clasificación de la montaña | Clasificación por puntos | Clasificación de las metas volantes | Clasificación por equipos |
| ----------------------------- | --------------------- | --------------------------- | ------------------------ | ----------------------------------- | ------------------------- |
| 1.ª etapa (Samuel Sánchez)    | Samuel Sánchez        | José Luis Roldán            | Samuel Sánchez           | Kenny De Ketele                     | Movistar                  |
| 2.ª etapa (Joaquim Rodríguez) | Joaquim Rodríguez     | Joaquim Rodríguez           | Joaquim Rodríguez        | Kenny De Ketele                     | Movistar                  |
| 3.ª etapa (CRE) (Movistar)    | Joaquim Rodríguez     | Joaquim Rodríguez           | Joaquim Rodríguez        | Kenny De Ketele                     | Movistar                  |
| 4.ª etapa (Daniel Moreno)     | Joaquim Rodríguez     | Joaquim Rodríguez           | Joaquim Rodríguez        | Kenny De Ketele                     | Movistar                  |
| 5.ª etapa (Mikel Landa)       | Joaquim Rodríguez     | Mikel Landa                 | Joaquim Rodríguez        | Kenny De Ketele                     | Euskaltel-Euskadi         |
| Final                         | Joaquim Rodríguez     | Mikel Landa                 | Joaquim Rodríguez        | Kenny De Ketele                     | Euskaltel-Euskadi         |

## Cobertura televisiva
La retransmisión televisiva pudo verse en diferentes cadenas:
- Teledeporte y TVE Internacional (Televisión Española)
- Radio Televisión de Castilla y León
- TVG (televisión gallega)
- Canal+ France (televisión francesa)
- ETB Sat y Eitb.com (Euskal Telebista)

Asimismo, la carrera también se pudo seguir en directo por varios portales de internet. En cuánto a la retransmisión en diferido se emitieron reportajes resúmenes diarios en otras cadenas autonómicas españolas.